# Elva Lawton
Elva Lawton (3 de abril de 1896 - 3 de febrero de 1993) fue una botánica y brióloga estadounidense reconocida por sus tempranos estudios en Filicopsida (helechos), y posteriormente estudió Bryophyta sensu stricto (musgos) del oeste de Estados Unidos.

## Educación y vida tempranas
Elva nació en West Middletown, Pensilvania en 1896. Con anterioridad a matricularse en la universidad, de 1915 a 1919, fue docente de escuela elemental en Pensilvania. Asistió a la Universidad de Pittsburgh para su licenciatura B.Sc., la cual obtuvo en 1923, y en 1925, su maestría. De 1923 a 1925 fue también docente de instituto y profesora de latín en Crafton, Pensilvania. Luego, se mudó a la Universidad de Míchigan para su doctorado y recibió su Ph.D. en 1932, defendiendo una disertación en poliploidia inducida y regeneración en helechos. Durante sus estudios de doctorado, Elva obtuvo una beca y fue asistente de laboratorio en el Departamento de botánica de Michigan; también instructora de biología en el Hunter College, y de 1928 a 1932, investigadora en el Cold Spring Harbor Laboratory.

## Carrera e investigaciones
Después de ganar su Ph.D. Elva fue profesora asistente en Hunter; finalizó su carrera allí en 1959 como profesora asociada. Ese año se mudó a la Universidad de Washington, donde fue curadora del herbario de briófitas, contratada además como investigadora asociada y profesora en briófitas. Mientras, en Hunter, investigó en la Estación Biológica de Míchigan (en 1949), y en el Laboratorio Lakeside de la Universidad de Iowa (en 1950-1953). Mientras trabajaba en la Universidad de Washington, recolectaba musgos de grandes regiones occidentales de EE. UU. y trabajó identificando especies desconocidas para la ciencia de musgos; Lawton recibió varias subvenciones de la Fundación de Ciencia Nacional para continuar su trabajo. Trabajó casi hasta el fin de su vida.

## Honores y legado

### Membresías
- Del Torrey Botanical Society; y, oficial de 1947 a 1954; y, presidenta en 1955.

### Eponimia[3]
Especies
- Racomitrium lawtoniae

Género
- Bryolawtonia